# 錦絲
錦絲（日语：／ Kinshi */?）是東京都墨田區的地名，設錦絲一丁目至錦絲四丁目。已實施住居表示。2013年8月1日為止的人口有5,036人。郵遞區號130-0013。

## 地理
位於本所地域東部。北鄰太平，東接江東區龜戶，南連江東橋，西通龜澤。南邊為錦糸町站，大小店舗林立。

## 歷史
- 1872年（明治5年）：成立本所錦絲町。
- 1889年（明治22年）：屬本所區。
- 1911年（明治44年）：去除本所的冠稱，為錦絲町。
- 1967年（昭和42年）：實施新住居表示，為現行的錦絲。

### 地名由來
本地地名來自於過去的「錦絲堀」，大約在現在JR錦糸町站北口北齋通的位置。

## 交通
鐵路
- 東京地下鐵半藏門線○錦糸町站 - 設有出入口。（所在地：江東橋）

## 設施
公園
- 錦絲公園

教育
- 墨田區立錦絲小學校

設施
- 墨田區體育館

管轄機關
- 本所警察署（所在地：兩國）
- 本所消防署（所在地：橫川）

## 備註
1. ↑  墨田区世帯人口現況8月分[]

## 外部連結
- 墨田區官方網站 （页面存档备份，存于）